# Киселис, Казимерас
Казимерас Киселис (лит. Kazimieras Kisielis; 26 марта 1926, деревня Ишлаужай Пагиряйской волости, Укмергский уезд — 28 февраля 2014, Вильнюс) — литовский скульптор.

## Биография
Учился в гимназии в Рамигале, затем в учительской семинарии в Паневежисе. Занимался в драматической студии режиссёра Юозаса Мильтиниса. 
В 1952 году окончил Литовский художественный институт. В 1952—1955 годах работал на комбинате «Дайле» в Вильнюсе. 
С 1955 года участвовал в выставках. Автор декоративных скульптур — «Рыбак» (1958; в 1971 году установлена в Клайпеде),  «Радость» (1970, Вильнюс), «Бангпутис» (1977, Клайпеда), «Святой Христофор» (1996, Вильнюс), «Мартинас Мажвидас» (1977, Литовская национальная библиотека имени Мартинаса Мажвидаса). Создал также монументальные скульптуры «Глашатай свободы» (1998, Шилале), «Благословляю. Погибшим за свободу» (2003, Панемуне), надгробные памятники, скульптурные композиции, портреты (Антанаса Страздаса, 1965; Альфонсаса Амброзюнаса, 1987, и другие). Использовал разнообразные материалы — нержавеющую сталь, гранит, мрамор, дерево, железо, медь, бронзу, терракоту. Произведения крупных обобщённых форм. Произведения хранятся в Литовском художественном музее.

## Награды и звания
- 1986 — заслуженный деятель искусств Литовской ССР
- 2006 — почётный гражданин Паневежского района[1]